# Daima Beltrán
Daima Mayelis Beltrán Guisado (Media Luna, 10 settembre 1972) è una judoka cubana. Ha vinto due volte la medaglia d'argento olimpica nella categoria pesi massimi a Sydney 2000 e ad Atene 2004.
Nel corso della sua carriera, è stata anche due volte campionessa mondiale di judo nel 1997 e nel 1999 nella categoria open e più volte campionessa panamericana.

## Palmarès
Olimpiadi
- 2 medaglie:
  - 2 argenti (78 kg a Sydney 2000, 78 kg a Atene 2004)

Mondiali
- 5 medaglie:
  - 2 ori (open a Parigi 1997, open a Birmingham 1999)
  - 3 bronzi (72 kg a Chiba 1995, 78 kg a Monaco 2001, open a Osaka 2003)

Giochi panamericani
- 3 medaglie:
  - 3 ori (72 kg a Mar del Plata 1995, 78 kg a Winnipeg 1999, 78 kg a Santo Domingo 2003)

Campionati panamericani
- 8 medaglie:
  - 8 ori (72 kg a Santiago del Cile 1994, 72 kg a San Juan 1996, 72 kg a Guadalajara 1997, 78 kg a Santo Domingo 1998, 78 kg e open a Córdoba 2001, 78 kg e open a Santo Domingo 2002)